# قرار مجلس الأمن التابع للأمم المتحدة رقم 869
قرار مجلس الأمن التابع للأمم المتحدة رقم 869، الذي تم تبنيه بالإجماع في 30 سبتمبر 1993، بعد إعادة التأكيد على القرار 743 (1992) والقرارات اللاحقة المتعلقة بقوة الأمم المتحدة للحماية، مدد المجلس تفويضها لمدة 24 ساعة أخرى حتى 1 أكتوبر 1993.
وكرر المجلس تأكيد تصميمه على ضمان أمن قوة الأمم المتحدة للحماية وحرية تنقلها لجميع بعثاتها في البوسنة والهرسك وكرواتيا.

## روابط خارجية
- نص القرار في undocs.org